# Kazatel
Kazatel (latinsky predikant) znamená kohokoliv, kdo zrovna káže, nebo někoho, koho jeho kázání proslavila (v této souvislosti jsou známi především někteří barokní kazatelé).
V řadě protestantských církví je označení „kazatel“ tradičním označením duchovního. Zaznívá v něm důraz na kázání, což je důraz v protestantských církvích tradičně silný. V Čechách je zpravidla užívají svobodné církve, například Církev bratrská nebo baptisté. Členové církví letničního typu, například Křesťanských společenství nebo Apoštolské církve, užívají také označení pastor. V Českobratrské církvi evangelické a Církvi československé husitské se užívá označení duchovního farář, farářka.
V oslovení kazatele či kazatelky a faráře či farářky se užívá „bratře“ či „sestro“ – „bratře kazateli“, „sestro kazatelko“, „bratře faráři“, „sestro farářko“. Oslovování souvisí s protestantskou teologií, která mluví o všeobecném kněžství.